# 사랑도 미움도 (1979년 드라마)
《사랑도 미움도》는 1979년 3월 17일부터 1979년 9월 30일까지 방영한 TBC 주말연속극이다.

## 등장 인물
- 김세윤
- 유지인
- 장미희
- 김성원
- 사미자
- 허진
- 최윤석
- 장미자
- 연운경
- 남윤정
- 박영목
- 김보미
- 경인선
- 고희준 : 노병철 역
- 김희진 : 장기숙(병철 처) 역
- 김동수 : 장원진(병철 손아랫처남) 역

## 제작진
- 극본: 조남사
- 연출: 고성원
- 기술감독: 하석진
- 영상: 서희근
- 녹화: 김오증
- 조명: 김태섭
- 음향: 홍정근
- 미술감독: 장종선
- 타이틀: 김복균
- 디자인: 박재호
- 소품: 박재관
- 분장: 전예출
- 의상: 최현순
- 음악/효과: 백명재
- 주제가 작사: 조남사
- 작곡: 유승엽→원세휘
- 편곡: 김희갑→안건마
- 노래: 이은하→권은경
- 카메라: 한동화, 이건수, 고병호

## 주제가
제1 주제가
- 제목:사랑도 미움도
- 작사:조남사
- 작곡:유승엽
- 편곡:김희갑
- 노래:이은하

제2 주제가
- 제목:사랑도 미움도
- 작사:조남사
- 작곡:원세휘
- 편곡:안건마
- 노래:권은경